# Fächerbad
Das Fächerbad ist ein aus Hallen- und Freibad sowie Sauna bestehender Badekomplex im Traugott-Bender-Sportpark in Karlsruhe-Hagsfeld, das 1982 eingeweiht wurde. Es war Austragungsort der 100. Deutschen Schwimmmeisterschaften 1988 und der World Games 1989 in den Sportarten Flossen- und Rettungsschwimmen.

## Geschichte
1969 trafen der Karlsruher Schwimmclub Neptun (KSN) 1899 und der SSC Waldstadt eine Acht-Punkte-Vereinbarung „zur Förderung des Baues eines gemeinsamen Sport- und Schwimmzentrums“. Die Stadt Karlsruhe hatte dafür bereits ein Gelände reserviert. Allerdings hatten andere Karlsruher Gemeinden wie Durlach ältere Rechte und erhielten den Vorzug. 1974 lud der Sport- und Bäderdezernent Walther Wäldele diverse Entscheidungsträger zu einer Informationsfahrt nach Würzburg ein und deren Konzept überzeugte alle Teilnehmer. Nach vielen organisatorischen Vorbereitungen wurde das Bad am 28. April 1982 eröffnet.
Bereits im Folgejahr wurde der 250.000ste und 1985 der Millionste Besucher gezählt. Trotz hohen Besucherandrangs und städtischer Zuschüsse reichten die Mittel nicht, so dass 2009 die städtische Holding KVVH die Gesellschaftsanteile übernahm. 2018 lag die Gesamtbesucherzahl bei über 13 Millionen.

## Schwimmhalle und Freianlagen
In der Schwimmhalle befinden sich ein 50-Meter-Sportbecken, ein 25-Meter-Sportbecken, ein Sprungbecken und ein Kinderbecken. Des Weiteren existiert ein Außenbecken mit drei Massagedüsen sowie ein besonders warmes Planschbecken, ein Kursbecken und eine Cafeteria. Im Außenbereich des Bades gibt es eine Liegewiese mit Kinderspielplatz sowie drei Beach-Volleyball-Felder und ein Fußball-Kleinspielfeld.

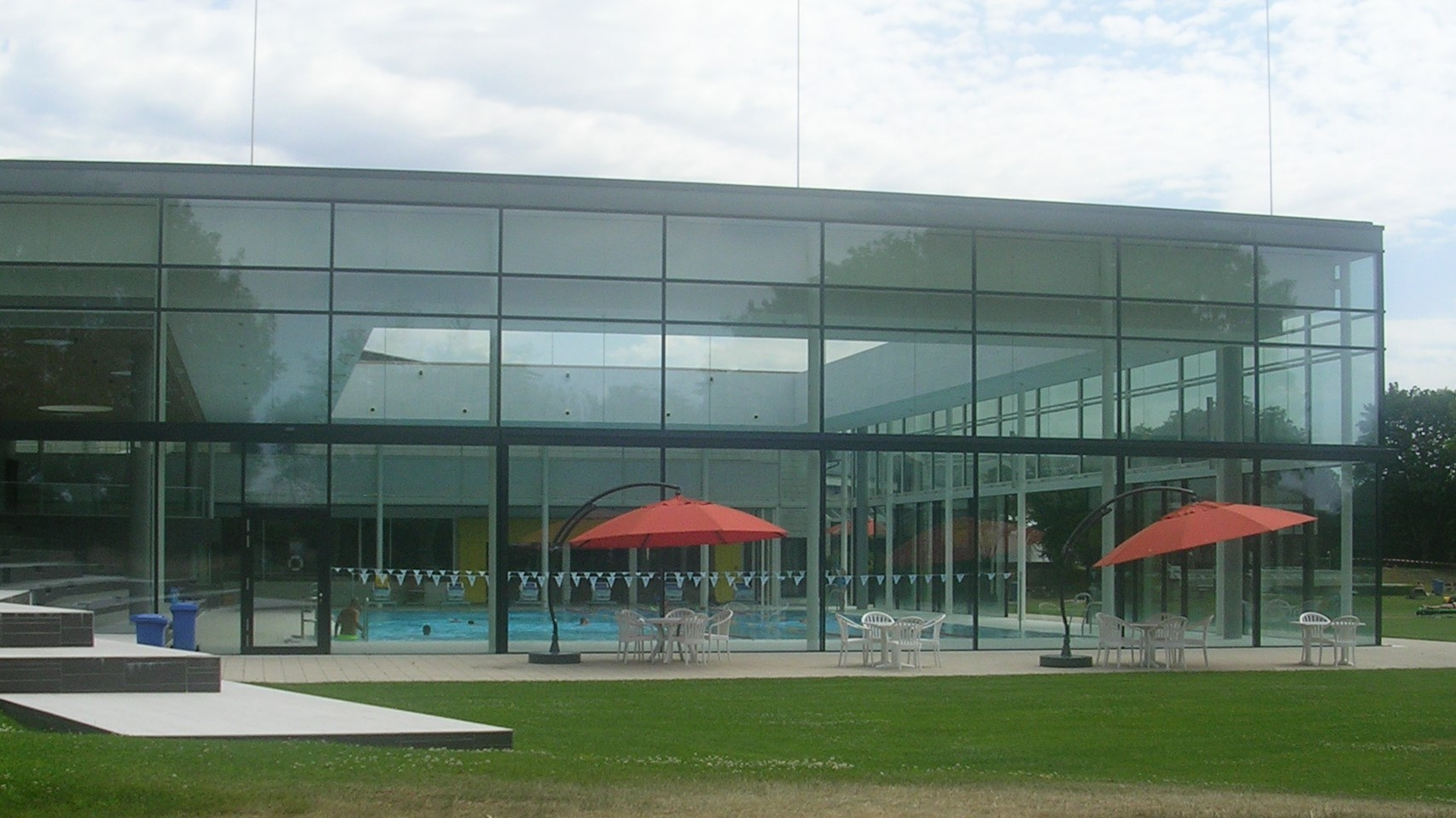
„Cabriobecken“

Ab 2009 konnte in ein neues 25-Meter-Cabriobecken, ein Kursbecken für Aqua-Fitness, neue Umkleideräume und neue Technik investiert werden.

## Sportveranstaltungen
1983 und 1984 fanden Ländervergleichskämpfe statt. Das herausragende Ereignis waren vom 19. bis 24. Juli 1988 die 100. Deutschen Schwimmmeisterschaften. Eine zehn Meter hohe Zuschauertribüne wurde dafür zusätzlich über dem Springerbecken aufgebaut. Ein Europarekord und mehrere Deutsche Rekorde wurden geschwommen.
Der internationale Höhepunkt waren die World Games 1989 mit den Sportarten Flossen- und Rettungsschwimmen. Fürst Albert II. von Monaco war als Ehrengast zugegen.
Im Fächerbad finden regelmäßig die Internationalen Schwimmsport-Tage Karlsruhe (ISTKA) statt. Vom SSC Karlsruhe wurden und werden das Schwimmen für den guten Zweck, die Deutsche Meisterschaft der Masters „kurze Strecke“ 2019 sowie die Deutschen Meisterschaften der Masters im Schwimmen und Synchronschwimmen vom 31. Mai bis 2. Juni 2019 organisiert.